# Віктор Н'Діп
Віктор Н'Діп Акем (фр. Victor Ndip Akem, нар. 18 серпня 1967, Яунде, Камерун) — камерунський футболіст, що грав на позиції захисника. Виступав, зокрема, за клуби «Каммарк Кумба» та «Гаваї Цунамі», а також національну збірну Камеруну.

## Клубна кар'єра
У дорослому футболі дебютував 1984 року виступами за команду «Каммарк Кумба», в якій провів один сезон. Своєю грою за цю команду привернув увагу представників тренерського штабу клубу «Юніон Дуала», до складу якого приєднався 1985 року. Відіграв за команду з Дуала наступні два сезони своєї ігрової кар'єри. 1988 року уклав контракт з клубом «Канон Яунде», у складі якого провів наступні чотири роки своєї кар'єри гравця. Протягом 1993—1994 років захищав кольори клубу «Олімпік» (Мвольє).
1995 року вирушив до США, до команди «Маямі Цунамі». 
Завершив ігрову кар'єру у команді «Олімпік» (Мвольє), у складі якої вже виступав раніше. Повернувся до неї 1997 року, захищав її кольори до припинення виступів на професійному рівні у 1997.

## Виступи за збірну
1985 року дебютував в офіційних матчах у складі національної збірної Камеруну.
У складі збірної був учасником Кубка африканських націй 1986 року в Єгипті, де разом з командою здобув «срібло», Кубка африканських націй 1988 року у Марокко, здобувши того року титул континентального чемпіона, чемпіонату світу 1990 року в Італії, Кубка африканських націй 1992 року у Сенегалі, чемпіонату світу 1994 року у США.
Загалом протягом кар'єри в національній команді, яка тривала 10 років, провів у її формі 31 матч.

## Титули і досягнення
- Переможець Кубка африканських націй: 1988
- Срібний призер Кубка африканських націй: 1986